# Sofía Arreola
Sofía Arreola Navarro (Monterrey, 7 december 1992) is een Mexicaans wielrenster die actief is op de baan en weg.

## Carrière
Al vroeg in haar carrière nam Arreola deel aan internationale toernooien op de baan. Zo was ze zeventien jaar toen ze zeventiende werd bij de puntenkoers bij haar eerste deelname op het WK baanwielrennen in 2010. Datzelfde jaar won ze zilver op de scratch bij de Pan-Amerikaanse kampioenschappen baanwielrennen en tweemaal brons bij de Centraal-Amerikaanse en Caraïbische Spelen, ditmaal op de puntenkoers en de scratch. In datzelfde jaar werd ze derde op het Mexicaans kampioenschap wielrennen op de weg nadat ze in 2009 al tweede werd. In de jaren die volgden won ze  tien medailles op de Pan-Amerikaanse kampioenschappen op de baan waarvan één gouden. Deze gouden medaille won ze in 2018 bij de koppelkoers die ze samen reed met Lizbeth Salazar. Op de WK won ze twee zilveren medailles, beide in 2013 op de onderdelen puntenkoers en scratch. In de jaren nadien kwam ze op de WK niet verder dan een zesde plaats.
Op de weg reed Arreola meerdere jaren bij Virginia's Blue Ridge-TWENTY24 en haar voorgangers. In 2016 nam ze namens deze ploeg deel aan enkele World Tour-wedstrijden, een overwinning op de weg bleef echter uit.

## Palmares

### Baan
| Jaar  | MK                                                              | PAK                                                 | WK                              | Overige                                                                                           |
| Elite | Elite                                                           | Elite                                               | Elite                           | Elite                                                                                             |
| ----- | --------------------------------------------------------------- | --------------------------------------------------- | ------------------------------- | ------------------------------------------------------------------------------------------------- |
| 2010  |                                                                 | scratch · 4e achtervolging · 5e omnium              | 17e puntenkoers                 | Centraal-Amerikaanse en Caraïbische Spelen: · puntenkoers · scratch                               |
| 2011  |                                                                 | 4e achtervolging 4e scratch 7e omnium               | 9e scratch                      | Pan-Amerikaanse Spelen: · omnium                                                                  |
| 2012  |                                                                 | 4e omnium                                           | 6e scratch 18e omnium           |                                                                                                   |
| 2013  |                                                                 |                                                     | puntenkoers · scratch           |                                                                                                   |
| 2014  |                                                                 | 4e scratch 6e omnium                                |                                 | Centraal-Amerikaanse en Caraïbische Spelen: 4e omnium                                             |
| 2015  |                                                                 | ploegenachtervolging                                | 6e puntenkoers                  |                                                                                                   |
| 2016  |                                                                 | ploegenachtervolging · 8e puntenkoers               |                                 |                                                                                                   |
| 2017  |                                                                 | ploegenachtervolging · koppelkoers · 6e puntenkoers | 7e koppelkoers                  |                                                                                                   |
| 2018  |                                                                 | koppelkoers                                         | 6e koppelkoers 9e puntenkoers   | Centraal-Amerikaanse en Caraïbische Spelen: · koppelkoers · ploegenachtervolging · 6e puntenkoers |
| 2019  |                                                                 | puntenkoers · ploegenachtervolging                  | 12e puntenkoers 14e koppelkoers | Pan-Amerikaanse Spelen: 4e ploegenachtervolging                                                   |
| 2020  |                                                                 |                                                     | 23e puntenkoers                 |                                                                                                   |
| 2021  | afvalkoers · koppelkoers · scratch · 4e omnium · 9e puntenkoers | ploegenachtervolging · afvalkoers                   |                                 |                                                                                                   |
| 2022  | Geen deelnames                                                  | Geen deelnames                                      | Geen deelnames                  | Geen deelnames                                                                                    |
| 2023  |                                                                 | ploegenachtervolging                                |                                 |                                                                                                   |

### Weg
2009
 Mexicaans kampioenschap op de weg, elite
2010
 Mexicaans kampioenschap op de weg, elite
 Mexicaans kampioenschap tijdrijden, elite
2016
 Mexicaans kampioenschap op de weg, elite

#### Resultaten in voornaamste wedstrijden
| Jaar | Gent-Wevelgem | Ronde van Vlaanderen | Trofeo Alfredo Binda |  | WK op de weg |
| ---- | ------------- | -------------------- | -------------------- |  | ------------ |
| 2010 |               |                      |                      |  | opgave       |
| 2011 |               |                      |                      |  |              |
| 2012 |               |                      |                      |  |              |
| 2013 |               |                      |                      |  |              |
| 2014 |               |                      |                      |  |              |
| 2015 |               |                      |                      |  |              |
| 2016 | 76e           | 91e                  | 47e                  |  | opgave       |